# Сергей Разумовский
Серге́й Разумо́вский (альтер эго — Чумно́й До́ктор) — один из персонажей комиксов российского издательства Bubble Comics, ключевой антагонист серии комиксов «Майор Гром» и один из протагонистов комикса «Чумной Доктор». Впервые появился в первом выпуске комикса «Майор Гром» в октябре 2012 года. Разработали персонажа Артём Габрелянов и Евгений Федотов, а дизайн и внешний вид — художники Анастасия Ким и Константин Тарасов. Образ Разумовского навеян личностью Павла Дурова, основателя социальной сети «ВКонтакте». В фильме-экранизации «Майора Грома», «Майор Гром: Чумной Доктор», его роль сыграл актёр Сергей Горошко.
Является архиврагом Игоря Грома. Чумной Доктор — серийный убийца, который совершает убийства коррумпированных чиновников и бизнесменов, тайное альтер эго Сергея Разумовского, миллиардера, филантропа и основателя социальной сети «Вместе». После того, как пойман Игорем Громом, в тюрьме обретает раздвоение личности и сбегает оттуда, чтобы ему отомстить. Впоследствии, после событий кроссовера «Время Ворона», решает вернуть Чумного Доктора, на этот раз по-настоящему борющегося с преступностью, и находит себе преемника, Валерию Макарову, которую наставляет в серии комиксов «Чумной Доктор». Разумовский является хорошим стратегом и бойцом. Умелый хакер и программист, имеет лидерские качества.
Разумовский является одним из самых популярных персонажей комиксов издательства Bubble Comics. Критики хорошо восприняли персонажа, положительно оценив проработку его характера.

## Описание персонажа

Разумовский в маске Чумного Доктора. Художник — Константин Тарасов

Сергей Разумовский — высокий и худощавый молодой человек с рыжими волосами, синими глазами и тёмными бровями. До своего ареста в конце сюжетной арки «Чумной Доктор» он носил жёлтые линзы. В образе своего альтер эго, Чумного Доктора, в комиксах носил маску чумного доктора, сделанную из папье-маше, а также длинный фиолетовый плащ. В фильме «Майор Гром: Чумной Доктор» костюм Чумного Доктора гораздо более технологичен: по сути, это боевая броня, оборудованная бомбами и огнемётами. Разумовский является миллиардером и основателем социальной сети «Вместе». Склонен к эпатажу и пижонству, за счёт чего в комиксе снискал популярность у молодёжи. В конце первой арки во время отбывания срока в тюрьме приобретает раздвоение личности: одна субличность, называющая себя Чумным Доктором (или, как её называют фанаты комикса и его создатели, «Птица»), является циничным, беспринципным и жестоким убийцей, а другая имеет безвольный, слабый характер. Является хорошим стратегом и бойцом, и, кроме того, виртуозным программистом и хакером. Его лучший друг — наёмник Олег Волков, с которым они вместе выросли в детдоме.
В фильме «Майор Гром: Чумной Доктор» персонаж Разумовского претерпел значительные изменения в характере: изначально Сергей вовсе не плохой человек, а наоборот, добрый, бескорыстный и сердобольный, однако невротичный и замкнутый. Авторы, как и Сергей Горошко, актёр, сыгравший Разумовского, много раз подчёркивали, что он в фильме лишён какого бы то ни было эгоизма, он ценит свободу слова, занимается благотворительностью, а также что его «злая» субличность является фактически отдельным персонажем. Заметна и разница в мотивации у Чумного Доктора: если в первой арке комикса «Майор Гром» Доктор убивал коррумпированных представителей элиты, лишь прикрываясь риторикой справедливости, на деле избавляясь от своих бывших приспешников, которые могли вскрыть о Разумовском неудобную правду, то в фильме он, совершая такого рода убийства, действительно хочет изменить мир к лучшему, пускай и жестокими методами.

## Появления

### Биография в комиксах
Будучи сиротой, всё своё детство Сергей Разумовский провёл в одном из детских домов Санкт-Петербурга, где познакомился со своим лучшим другом Олегом Волковым. В будущем их пути разошлись, когда Волков пошёл служить в армию. Ещё ребёнком, часто сталкиваясь с непониманием окружающих, ощущал себя белой вороной и ставил себя выше других. Увлекался программированием и с помощью своих выдающихся умственных способностей хотел изменить мир к лучшему. Поступив в МГУ на факультет вычислительной математики и кибернетики, Разумовский стал активно заниматься созданием сайта «Вместе» — социальной сети для студентов ВУЗа. Сайт достаточно быстро обрёл популярность, а сам Разумовский стал самым молодым миллионером в мире. Сергей стал кумиром молодёжи и одним из самых известных людей России.

#### Майор Гром
Миллионер, филантроп и создатель социальной сети «Вместе» Сергей Разумовский решает взять на себя роль народного мстителя, скрывающего свою личность под маской чумного доктора. Используя свой пытливый ум и холодную жестокость, Разумовский поочерёдно расправляется с коррумпированными врачами, бизнесменами, чиновниками и представителями власти. Жители Петербурга поддерживают линчевателя и прозывают его «Гражданином», однако на его пути оказывается майор полиции Игорь Гром, преследующий Разумовского и пытающийся раскрыть тайну его личности. Сойдясь в схватке с Громом, Разумовский раскрывает, что на самом деле создал легенду Чумного Доктора и использовал образ «Гражданина» не для того, чтобы отомстить за угнетённых жителей Санкт-Петербурга, а чтобы избавиться от своих бывших приспешников в среде власть имущих из-за вероятности, что они могут огласить общественности информацию о садистских пытках, которые Разумовский устраивает в своём особняке над бездомными, нищими и алкоголиками. Кроме того, Разумовский хотел воспользоваться протестами и превратить их в кровавый государственный переворот, чтобы самому захватить власть. Грому удаётся остановить Чумного Доктора и заключить его под стражу. В ходе пребывания в тюрьме Разумовский терпит раздвоение личности.
Просидев какое-то время в заключении, Сергей сбегает из тюрьмы — его вызволяет его друг детства, наёмник и телохранитель Олег Волков. Оказавшись на свободе, Сергей решает отомстить Грому. Он закладывает бомбы по всему Санкт-Петербургу и бросает Игорю вызов — он должен попытаться предотвратить теракты. Чтобы усложнить Игорю задачу и морально сломить его, Разумовский с помощью Олега похищает родных и близких майора. Для того, чтобы освободить тех, кто ему дорог, Игорю приходится отправиться в Венецию и пойти на условия Разумовского — сыграть с ним в смертельную игру в шахматы, где потеря каждой фигуры Грома приведёт к смерти одного из заложников у Разумовского — на шеях у них закреплены детонаторы. При этом наёмники Разумовского, среди которых и Олег Волков, также погибают, если Гром «ест» его фигуры. Когда Гром съедает фигуру Олега, детонатор на его шее даёт осечку, но «злая» личность Разумовского берёт верх и пятикратно стреляет в Волкова из пистолета. Несмотря на то, что Грому удаётся одолеть Сергея в шахматной партии, большинство его близких погибает, в том числе его возлюбленная Юлия Пчёлкина. Чумного Доктора, удовлетворённого местью, снова заключают под стражу, а терзаемый горем Гром пытается забыться в работе и справиться с нанесёнными ему психологическими травмами.

#### Время Ворона
Разумовского, отбывающего срок в итальянской тюрьме, похищает группа террористов «Дети святого Патрика», и увозит его в Сибирь. Оказывается, Разумовский нужен им и их нанимателям, чернокнижнику Магистру и оружейному магнату Августу ван дер Хольту, чтобы стать аватаром, вместилищем для бога-ворона Кутха, которого злодеи пытаются воскресить. Сергея облачают в доспехи Кутха, после чего на него находят видения. Он соглашается отдать Кутху контроль над своим телом в обмен на избавление от страданий. Тем временем Разумовского пытается выследить Игорь Гром, решивший убить его, тем самым отомстив за смерть Юли и своих близких и положив конец убийствам Чумного Доктора. По пути в Сибирь Гром объединяется с секретным агентом Никой Чайкиной, также известной как Красная Фурия, которая пытается остановить своего заклятого врага Августа ван дер Хольта. Хоть они и помогают друг другу в борьбе с богом-вороном, Ника пытается убедить Игоря, что смерть Разумовского не решит его проблем.
Кутх, теперь завладевший телом и разумом Сергея, даёт героям бой. Они проигрывают в неравном сражении: Нике удаётся отступить, а Гром оказывается заражён перьями Кутха, превратившими его в кровожадного монстра-оборотня, подчиняющегося богу-ворону. Будучи оборотнем, Гром, как и Разумовский, погружается в видения: в них его погибшая девушка Юля приказывает ему убить Разумовского, оказавшегося прямо перед Игорем. Гром отказывается и говорит, что прощает убийцу, после чего иллюзия Юли исчезает, а сам Гром становится аватаром доброй ипостаси Кутха. Таким образом, Светлый Кутх в теле Грома даёт бой Тёмному Кутху в теле Разумовского. В ходе боя обе части бога-ворона сливаются воедино и покидают тела Разумовского и Грома, забирая с собой перья, обратившие людей в чудовищ. Тем временем Хольт запускает в Кутха атомные боеголовки, и по попадании Кутх рассыпается на множество светлых и тёмных перьев, которые разлетаются по всему миру и, попадая в контакт с случайными людьми, дают им сверхъестественные способности. Хольт перекладывает ответственность за произошедшее на «Детей святого Патрика» и Сергея Разумовского. Пришедший в себя Игорь сперва хочет убить очнувшегося Сергея, но сдерживается и вместо этого отдаёт того под арест, однако в вертолёте Сергея снова похищают. В эпилоге «Времени Ворона» показано, что Разумовский приходит себя в месте, похожем на тюрьму, и видит в дверном проёме камеры живого Олега Волкова, но дверь резко захлопывается.

#### Чумной Доктор
Как оказалось, спасшим Разумовского из заточения вновь оказался его друг Олег Волков. Вместе с ним Сергей какое-то время скрывается в Мексике, но в итоге решает вернуться в Россию, в Санкт-Петербург и начать дело Чумного Доктора с чистого листа и лелея планы таким образом напомнить о себе. Чтобы на первых порах сохранить своё возвращение на родину в секрете, Сергей и Олег решают передать дело Чумного Доктора другому человеку. Этим человеком становится студентка медицинского университета Валерия Макарова. В глазах Разумовского Лера является идеальным кандидатом: она хорошо развита физически, профессионально занимается спортом и боевыми искусствами и владеет техникой фехтования кэндо, а также занимается сетевым активизмом, рассказывая своей аудитории о защите и отстаивании своих гражданских прав. Разумовский анонимно приглашает девушку на встречу и предлагает ей стать новым Чумным Доктором в обмен на решение её проблем — родители девушки имеют долг в крупную сумму денег, а брат Кирилл находится за решёткой. Какое-то время Лера размышляет о предложении, но в итоге решает согласиться.
Специально для неё Разумовский разрабатывает новый, более технологичный боевой костюм, оснащённый системой навигации, камерой, устройством, изменяющим голос, маскировочным плащом, а также вручает ей японский меч катану. Вместе с Олегом Сергей тренирует Леру давать отпор будущим врагам, нередко впадая в ярость и нападая на девушку, а обещания помощи постепенно превращаются в шантаж и угрозы. Кроме того, оказывается, что настоящим мотивом возрождения Чумного Доктора было желание Сергея противостоять новому губернатору Петербурга Николаю Каменному, на совести которого выселение за КАД детского дома, некогда спонсировавшегося Сергеем. Каменный, в свою очередь, поручает своим людям разобраться с новым Чумным Доктором. Также охоту на мстителя начинает вести Алтан — влиятельный человек, который помог Каменному стать губернатором и жаждет отомстить Разумовскому за смерть своей матери, погибшей во время одного из терактов Чумного Доктора.

### В кино
Чумной Доктор впервые был показан в сцене перед титрами короткометражного фильма «Майор Гром». В ней он зажигает спичку и бросает её на пол, после чего вспыхивает пламя. Чумной Доктор также появляется в тизере фильма «Майор Гром: Чумной Доктор», который называется «Майор Гром: Самолётики». В этом тизере Чумной Доктор организует флешмоб через социальные сети, в котором все, кто хочет выразить свой протест против коррупции во власти, должен выпустить бумажный самолётик из окна. Озвучивал Чумного Доктора в тизере Всеволод Кузнецов.
Сергей Разумовский в образе Чумного Доктора появляется как главный антагонист первого полнометражного фильма Bubble «Майор Гром: Чумной Доктор», вышедшего в широкий прокат 1 апреля 2021 года. Роль персонажа досталась актёру Сергею Горошко. Сюжет фильма во многом основан на первой арке комикса «Майор Гром», однако во многих моментах расходится с ним. Так, друг детства Олег Волков появляется в фильме как действующий персонаж и одна из суб-личностей Разумовского, берущих на себя роль Чумного Доктора. Сам Разумовский показан более спокойным, тихим и неуверенным в себе, чем его прототип из комиксов. Также костюм Чумного Доктора, который Сергей использует в фильме, гораздо более технологичен, чем в комиксах: он содержит ручные огнемёты, расположенные на рукавах костюма, а также бронежилет и устройство, изменяющее голос.

### Прочие появления
Сергей Разумовский появляется в комиксе «Майор Гром: 1939», на этот раз прозванный «Чумным Врачом». Стилистика комикса имитирует работы американских комиксистов периода Золотого века, а сюжет развивается в Советском Союзе 30-х годов. Такие творческие решения обусловлены желанием авторов представить, какими бы могли быть российские супергеройские комиксы, если бы они издавались во времена СССР. Помимо «Майор Гром: 1939», Разумовский также присутствует в пародийном комиксе «Игорь Угорь», где становится злодеем «Змеем Сергеем», противостоящим герою «Игорю Угрю» и его напарнику «Диме Сардине» (пародия на персонажа Диму Дубина из комикса «Майор Гром»).

## История создания
Прототипом Разумовского стал российский предприниматель и основатель социальной сети «ВКонтакте» Павел Дуров. У них есть общие черты и схожие моменты биографии: Разумовский, как и его прототип, разбогател за счёт созданной им социальной сети, а также перенял его эксцентричность. В комиксе упоминается случай, когда Разумовский выбрасывал из окна своего офиса банкноты — это отсылка на случай, когда Дуров бросал из окна бумажные самолётики с банкнотами номиналом 5000 рублей. Критики находили параллели персонажа с Джокером (архиврагом Бэтмена из комиксов издательства DC), Загадочником (также врагом Бэтмена) и Сефиротом из серии игр Final Fantasy. Разумовского изначально хотели сделать высокомерным мажором, однако впоследствии переделали его в сироту и компьютерного гения, который страдает от невежества окружающих его людей. По мере хода сюжета авторы решили раскрыть его прошлое в «Майоре Громе», но не смогли это сделать полноценно — пришлось ограничиться одним эпизодом, где показана сцена из детства Разумовского на уроке русского языка в школе и раскрываются причины его мизантропии и раздвоения личности во взрослые годы.
Чумной Доктор стал причиной скандала, связанного с выходом одноимённой первой сюжетной арки комикса. В этой арке он линчует коррумпированных представителей элиты, отмечая свои убийства белыми лентами, а также на фоне протестов, основанных на протестном движении в России 2011—2013 годов, общественность начинает считать Чумного Доктора героем. Из-за этого комикс подвергся резкой критике, а в сторону Bubble стали появляться обвинения в прокремлёвской пропаганде. Отвечая на критику и обвинения, Артём Габрелянов уверял, что при создании образа Чумного Доктора не планировал делать его однозначным и отъявленным злодеем, а присутствие в комиксе белой ленты было сделано «случайно, для смеха, ну и для провокации, конечно». Дальнейшее превращение Чумного Доктора из мстителя в маске в маньяка-психопата, использующего мирный протест в целях захвата власти Габрелянов оправдал растущей популярностью персонажа, которая превзошла популярность самого главного героя, Игоря Грома. Он счёл, что «уводит читателя не в ту сторону», а потому наделил Доктора качествами, из-за которых ему трудно сочувствовать. Впоследствии из-за волны критики «Майора Грома» авторы решили больше не затрагивать политические темы в своих дальнейших комиксах. Отход от политики в комиксах и уделение большего внимания проработке сюжета и персонажей, в том числе и самого Сергея Разумовского, были с позитивом встречены как читателями, так и профильными критиками.

## Анализ и оценка персонажа
Как персонаж Разумовский получил высокие оценки обозревателей — в частности, хороших отзывов была удостоена его проработка и развитие. В ретроспективе от портала «Канобу», при рассмотрении комикса «Майор Гром», отмечено, что в «Майоре Громе» отлично продемонстрировано превращение Сергея Разумовского в жестокое чудовище. Geek-Freak.ru также похвалил Чумного Доктора за хорошо прописанный характер, и отметил, что он похож на «Джокера с примесью типичного анти-героя аниме». Несмотря на сдержанную оценку ранних выпусков комикса, сайт Comixi.ru назвал Чумного Доктора ярким персонажем, в отличие от протагониста, Игоря Грома, который, по мнению автора рецензии, не отличался проработкой. Портал Redrumers в своём материале, посвящённом становлению комиксов Bubble, высоко оценил развитие характера Разумовского по мере хода сюжета. Евгений Еронин с сайта Spidermedia отметил, что сюжетный поворот с Чумным Доктором, который на самом деле вовсе не пытался добиться высоких целей своими убийствами, а оказался обычным маньяком, делает персонажа необычным. В комиксе «Чумной Доктор» портал GeekCity похвалил хорошее раскрытие дружбы Сергея с Олегом Волковым, которому не было уделено должного внимания в «Майоре Громе», а также проработка его взаимоотношений с его преемницей на роли Чумного Доктора, Валерии Макаровой — их взаимоотношения порой больше напоминают отношения шантажиста и жертвы, нежели учителя и ученика. Олег Ершов, представляющий ресурс ComicsBoom.net, отметил, что в Разумовском в «Чумном Докторе» прослеживаются искры безумия и склонности к жестоким методам. Этим он контрастирует с идеалистичной Лерой Макаровой, и между ними часто возникает напряжение. Он счёл Разумовского первым полноценным антигероем в комиксах Bubble на главных ролях.
Был рассмотрен Разумовский критиками и в фильме «Майор Гром: Чумной Доктор». «Российская газета» сравнивает Грома и Разумовского в данном фильме: они оба одиноки, но Гром нашёл поддержку друзей, а Разумовский нет, что его и сгубило. Агентство «ТАСС» оценило Чумного Доктора как антагониста фильма, но отметило, что, если бы ему не давали психическое расстройство, конфликт в фильме вышел бы намного глубже и неоднозначнее. Известный кинокритик Антон Долин в своей рецензии для издания Meduza счёл Чумного Доктора пародией на Бэтмена, которую выставляют однозначным злом, и, кроме того, углядел в фильме намёки на гомосексуальность персонажа. Сайт Vatnikstan напротив, счёл, что Долин неправильно понял фильм, и опубликовал анализ фильма, где пришёл к выводу, что именно Игорь Гром — это архетип Бэтмена, пропущенный через призму русской культуры, поскольку Брюс Уэйн — это «воплощение законности и в то же время наследственного элитизма, особенно тёмной их стороны», а не Чумной Доктор, как счёл Долин. При этом сам по себе образ Бэтмена оказывается «перевёрнутым» — Гром, в отличие от Бэтмена, небогат. «Независимая газета» в своём обзоре упрекнула фильм в отсутствии какой-либо оригинальности, приведя в пример кальку образа Сергея Разумовского с образа Лекса Лютора в исполнении Джесси Айзенберга. Элла Смит на сайте Brights Hub отметила, что Гром и Чумной Доктор словно бы представляют собой две различные стороны Бэтмена. The Review Geek сравнил Чумного Доктора с Таносом и Доктором Думом — как и эти злодеи комиксов Marvel, Чумной Доктор имеет благие намерения и по-своему прав, но пытается добиться своей цели аморальными средствами, и это, несмотря на то, что встречалось в супергероике много раз, даёт персонажу глубину. «Игромания» сравнила Чумного Доктора из фильма с Ягами Лайтом из манги «Тетрадь Смерти» и с Зелёным Гоблином из фильмов о Человеке-Пауке.

### Популярность
Сергей Разумовский ещё с момента своего дебюта в оригинальном комиксе «Майор Гром» является одним из самых популярных персонажей комиксов издательства Bubble. Разумовский является одним из самых популярных персонажей издательства для написания фанфиков. Ответом на такой ажиотаж среди поклонников персонажа была первоапрельская шутка в виде анонса комикса «Сероволк» на фестивале «ХомяКон» 2018, который был якобы о Разумовском и Волкове, но, несмотря на шутку, Bubble всерьёз задумалась о создании сольной серии комиксов, в которой Разумовский был бы центральным персонажем.